# Detlev Michael Albrecht

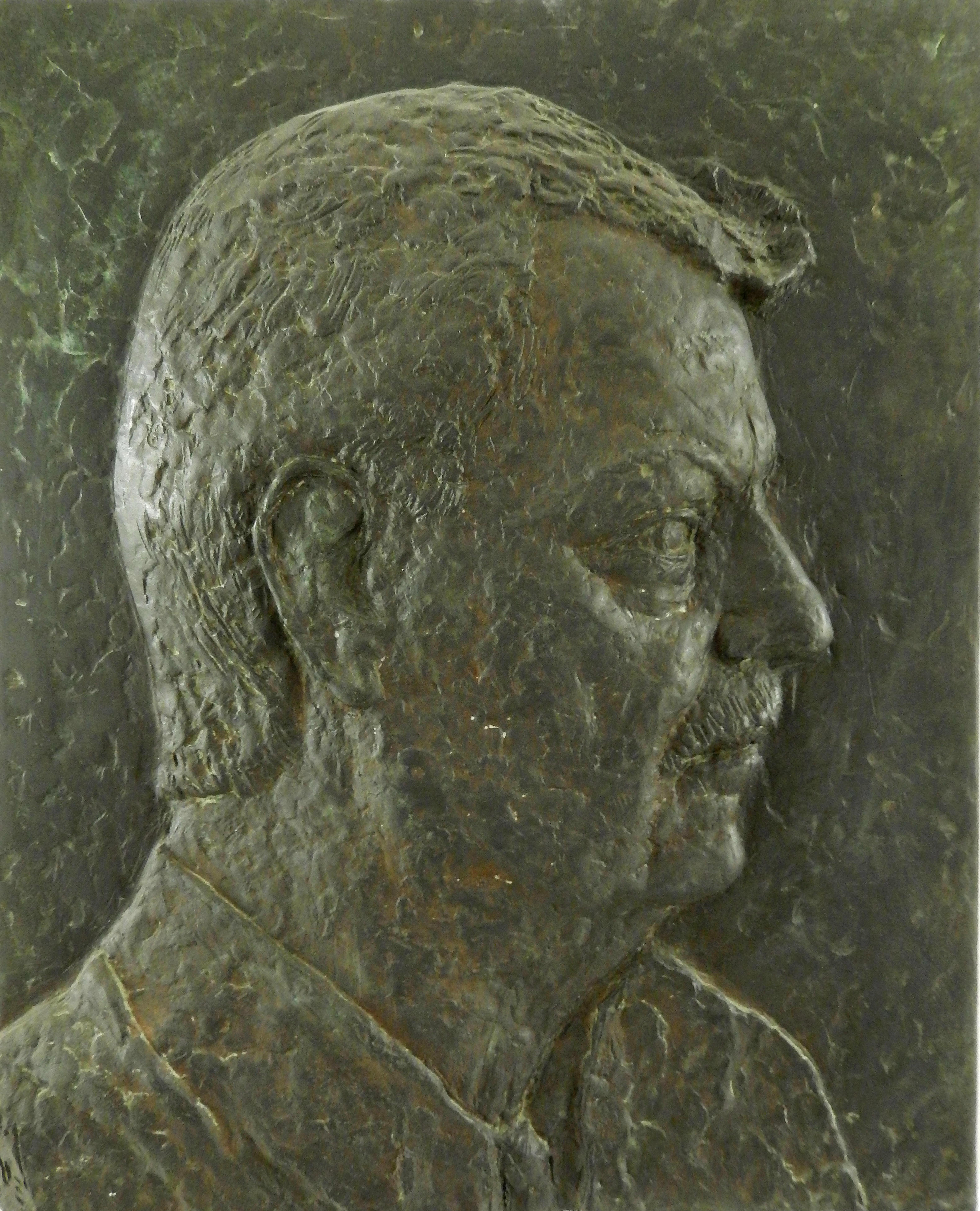
Porträtrelief Detlev Michael Albrecht, Werk von Ulrich Eißner

Detlev Michael Albrecht (* 14. Dezember 1949 in München) ist ein deutscher Mediziner. Seit 1989 war er Professor für Anästhesiologie, seit 1994 Professor an der Technischen Universität Dresden sowie von 2002 bis 2024 Medizinischer Vorstand des Universitätsklinikums Carl Gustav Carus Dresden.

## Leben
Nach dem Abitur und Grundwehrdienst nahm Albrecht 1971 ein Studium der Medizin an der Ludwig-Maximilians-Universität München auf, welches er 1976 mit dem Staatsexamen abschloss. Bereits während seines Studiums war er von 1974 bis 1975 wissenschaftlicher Mitarbeiter am Sonderforschungsbereich für Medizinische Molekularbiologie und Biochemie der LMU München. Von 1977 bis 1978 war er dort als Medizinalassistent der Medizinischen Universitätsklinik II des Klinikum der Universität München sowie in Wolfratshausen, Starnberg und Mühldorf tätig und erhielt 1978 seine Approbation. Ab 1978 war Detlev Michael Albrecht als Assistenzarzt zunächst in der Abteilung für Chirurgie, später in der Abteilung für Anästhesie und Intensivpflege (1979–1982) des Kreiskrankenhauses Mühldorf/Inn beschäftigt. 1982 wurde er bei Klaus Peter wissenschaftlicher Mitarbeiter und Assistenzarzt am Institut für Anästhesiologie am Klinikum Großhadern. 1984 erhielt er seine Facharztanerkennung für Anästhesiologie. Von 1982 bis 1985 war Albrecht als wissenschaftlicher Mitarbeiter an der Abteilung für Experimentelle Chirurgie der Ruprecht-Karls-Universität Heidelberg tätig.
Nach seiner Promotion zum Doktor der Medizin im Jahr 1985 mit der Dissertation zum Thema Hämodynamische Veränderungen während und nach totalem Hüftgelenkersatz wurde Albrecht Oberarzt und zum 1. Januar 1986 Leitender Oberarzt des von Klaus van Ackern geleiteten Instituts für Anästhesiologie der Medizinischen Fakultät der Universität zu Lübeck. Nach seiner Habilitation 1989 (wissenschaftliche Arbeit Interstitielles Ödem nach traumatisch-hämorrhagischem Schock – Verlauf und Therapie; zugleich Lübecks erste anästhesiologische Habilitationsschrift) und dem zeitgleichen Erwerb der Lehrberechtigung als Privatdozent für Anästhesiologie, wurde Albrecht im Juni 1989 in Lübeck kommissarischer Direktor des Instituts für Anästhesiologie. Es folgte am 21. Juli 1991 die Berufung zum C3-Professor für Anästhesiologie an die Ruprecht-Karls-Universität Heidelberg am Institut für Anästhesiologie und Operative Intensivmedizin des Klinikums Mannheim als Leitender Oberarzt bei van Ackern. Am 20. Mai 1992 erfolgte die Übernahme des Amts des Direktors des Zentrums für Medizinische Forschung der Medizinischen Fakultät Mannheim der Ruprecht-Karls-Universität Heidelberg.
Zum 1. Dezember 1994 folgte Albrecht dem Ruf auf eine C4-Professur am Lehrstuhl für Anästhesiologie der Medizinischen Fakultät der Technischen Universität Dresden. Zeitgleich wurde er Direktor der Klinik und Poliklinik für Anästhesiologie und Intensivtherapie ebendort. Am 1. Januar 1997 wurde er Gründungsdirektor der Harvard Medical International Association Institution sowie Studiendekan der Medizinischen Fakultät in Dresden. Von 1999 bis 2002 war Albrecht Dekan ebendieser Fakultät. Seit 1. Juni 2002 ist er Medizinischer Vorstand des Universitätsklinikums Carl Gustav Carus Dresden. Seit 2006 ist Albrecht im Vorstand des Verbandes der Universitätsklinika Deutschlands aktiv und war von 2012 bis 2021 erster Vorsitzender des Verbandes. Ende Dezember 2024 trat er in den Ruhestand, sein Nachfolger als Medizinischer Vorstand des Universitätsklinikum Carl Gustav Carus Dresden wurde Uwe Platzbecker.
Auf Vorschlag der CDU-Landtagsfraktion in Sachsen wurde Albrecht zum Mitglied der 17. Bundesversammlung gewählt.

## Ehrungen
- Sächsischer Verdienstorden[2]

## Mitgliedschaften
- 1997: Gründungsdirektor der Harvard Medical International Association Institution
- 1997–1999: Studiendekan der Medizinischen Fakultät der TU Dresden
- 1999–2002: Dekan der Medizinischen Fakultät der TU Dresden
- 2002–2024: Medizinischer Vorstand des Universitätsklinikums Carl Gustav Carus Dresden
- Vorstand des Verbandes der Universitätsklinika Deutschlands

## Schriften (Auswahl)
Monografien
- Hämodynamische Veränderungen während und nach totalem Hüftgelenksersatz: Untersuchungen an alten Patienten mit hohem perioperativen Risiko. München 1985.
- Interstitielles Ödem nach traumatisch-hämorrhagischem Schock. Flüssigkeits- und Eiweißextravasation in Lunge, Leber, Dünndarm und Muskulatur sowie die Restitution der Mikrozirkulation unter verschiedenen Volumenersatzmitteln im Tierexperiment. Medizinische Habilitationsschrift, Lübeck (1988) 1989.
- Technische Universität Dresden Klinik und Poliklinik für Anaesthesiologie und Intensivtherapie, Universitätsklinikum Carl Gustav Carus. In: Jürgen Schüttler (Hrsg.): 50 Jahre Deutsche Gesellschaft für Anästhesiologie und Intensivmedizin: Tradition und Innovation. Springer-Verlag, Berlin/Heidelberg/New York 2003, ISBN 3-540-00057-7, S. 369–373.

Herausgeberschaft
- Dresdener Medizin zwischen Krankenhaus und Fakultät. Dresden 2000.